# Kakópetros
Kakópetros, en grec moderne : Κακόπετρος, est un village du dème de Plataniás, en Crète, en Grèce. Selon le recensement de 2011, la population de Kakópetros compte 50 habitants. Le village est situé à une altitude de 400 m à 800 m et à une distance de 35 km de La Canée.